# Krzyżan
Krzyżan – staropolskie imię męskie, jednoczłonowe, od krzyż. Obecnie jest to też spotykane w Polsce nazwisko (np. Maciej Krzyżan, Marian Krzyżan – autor książek z zakresu lotnictwa).